# Uniunea Social-Democrată (1995)
Uniunea Social-Democrată (USD pe scurt) a fost o alianță electorală care a candidat în cadrul alegerilor din 1996, formată din Partidul Democrat (PD pe scurt; parțial fostul partid politic Frontul Salvării Naționale sau FSN pe scurt, partea continuatoare a FSN după desprinderea Frontului Democratic al Salvării Naționale sau FDSN pe scurt, centrată în jurul fostului președinte Ion Iliescu, în 1992) și PSDR (Partidul Social-Democrat Român, anterior parte a Convenției Democrate Române, CDR, până în 1992). USD s-a constituit la data de 27 septembrie 1995, ca o alternativă de stânga la Partidul Democrației Sociale din România (PDSR), aflat atunci la guvernare.

## Activitate
La alegerile locale din 1996, USD (succesorul ASD) a ieșit pe locul 3, cu aproximativ 13% din voturi, câștigând municipii importante precum Pitești (Tudor Pendiuc) și Constanța (Gheorghe Mihăieși). În septembrie 1996, PD și PSDR au fost primite în Internaționala Socialistă. 
Pe 4 septembrie 1996, Petre Roman a fost desemnat drept candidatul USD la președinția României, iar Radu Berceanu a fost șeful de campanie al Uniunii pentru alegerile parlamentare. În urma votului din 3 noiembrie, USD a ieșit pe locul 3, cu aproximativ 13% din voturi, iar Petre Roman a obținut în jur de 20%, situându-se pe locul 3, după Ion Iliescu (PDSR) și Emil Constantinescu (CDR). Roman și USD l-au susținut pe Constantinescu în al doilea tur, ceea ce l-a ajutat decisiv să câștige alegerile prezidențiale.
Pe 12 decembrie 1996, a fost format un guvern CDR-USD-UDMR condus de Victor Ciorbea. USD a obținut 7 miniștri (6 pentru PD și 1 pentru PSDR), în timp ce liderul PD Petre Roman a fost ales Președinte al Senatului.  

### Conflictul cu premierul Victor Ciorbea
În ciuda entuziasmului, USD (în special PD) a intrat rapid în conflict cu CDR, reflectând ideologiile diferite. Diferențele și ideologiile de partid au fost accentuate rapid între vara și toamna anului 1997, când Petre Roman a cerut o revizuire a procesului radical de reformă promovat de CDR, criticând incoerența financiară, educațională și de sănătate a executivului, dând naștere unui obstrucționism dur față de Premierul Victor Ciorbea. Legislatura a fost efectiv blocată și încetinită de conflictele continue dintre CDR și USD. Neînțelegerile au apărut din cauza reducerilor în cheltuielile curente ale ministerelor și a numirilor managerilor unor companii publice (în primul rând Bancorex), a conducătorilor Fondului pentru Proprietatea Statului (FPS) și a ambasadorilor numiți de Constantinescu. De asemenea, PD a respins termenii a numeroase legi propuse de guvern. În iulie 1997, PD, prin președintele Comisiei pentru Agricultură a Senatului Triță Făniță, considerându-le de importanță strategică, s-a opus ferm privatizării companiilor agricole de stat dorite de CDR. Alte dispute au apărut în dezbaterea privind legea restituirii imobilelor confiscate de regimul comunist și aflate încă în mâna statului. USD, alături de opoziție, a refuzat să aprobe varianta propusă de guvern, argumentând că există riscul de a fi nevoite să elibereze clădirile care găzduiau servicii de utilități publice, precum școli și spitale. PD-iștii își apărau însă propriile interese, întrucât mai mulți lideri PD proveneau din fosta nomenclatură comunistă și locuiau în locuințe naționalizate. În această privință, PD părea mai apropiat de PDSR-ul din opoziție, decât de partidele cu care guverna. PD s-a opus de asemenea și restituirii proprietăților ce aparținuseră înainte de comunism Camiliei Regale a României.
În august 1997, Roman a adoptat o retorică conservatoare și a amenințat deschis cu retragerea miniștrilor săi, dacă măsurile de reformă economică concepute de prim-ministru nu se vor opri. Pentru a încerca să calmeze tensiunile, în decembrie 1997 a fost efectuată o remaniere care a implicat o treime din echipa guvernamentală, dar PD-iștii nu au fost mulțumiți. În aceeași lună, ministrul transporturilor din partea PD, Traian Băsescu, a acuzat public guvernul de slăbiciune și nehotărâre și, ulterior, și-a dat demisia din funcție la cererea premierului Victor Ciorbea. 

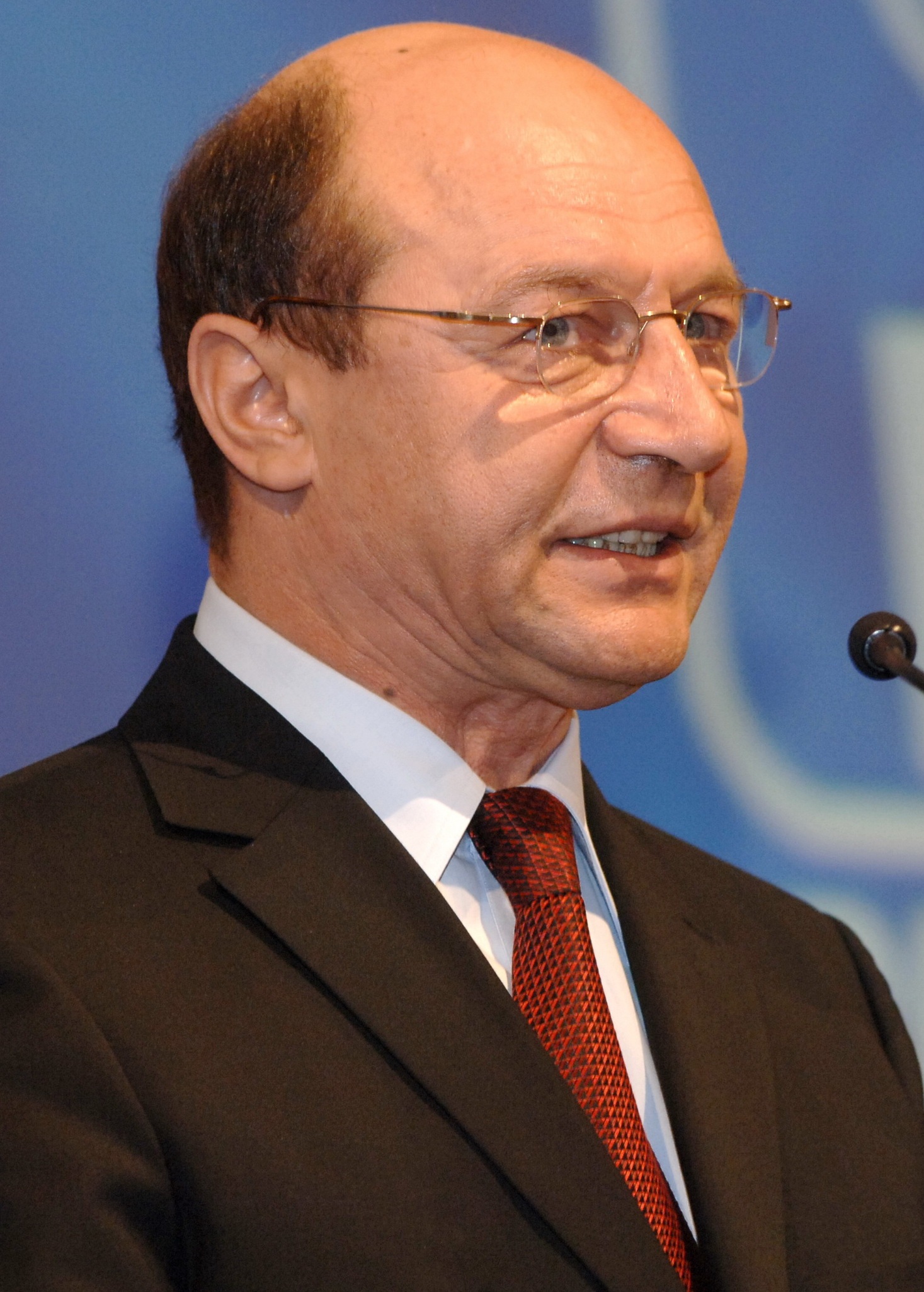
Traian Băsescu

La 14 ianuarie 1998, la apogeul disputei, consiliul național de coordonare al PD a anunțat oficial retragerea sprijinului său pentru premier și a cerut partenerilor de coaliție să găsească o soluție pentru formarea unui nou guvern până la 31 martie. Având în vedere refuzul lui Ciorbea de a demisiona, la 2 februarie, PD a ieșit de la guvernare (dar PSDR a rămas), iar la 29 martie a pregătit o moțiune de cenzură pe care PDSR, PUNR și PRM susținuseră că o vor vota. Moțiunea nu a apucat să fie dezbătută în parlament deoarece, pe 30 martie, motivând că nu are sprijin politic pentru a aplica reformele necesare, Victor Ciorbea și-a dat demisia.
Acțiunile PD au fost criticate de Wim van Velzen, vicepreședintele PPE.

### Reîntoarcerea la guvernare
Noul premier, Radu Vasile, a reușit să readucă USD la guvernare. Manevrele PD nu au fost privite cu ochi buni de electorat, PD înregistrând o scădere drastică în sondaje. Poziția ambiguă a PD în cadrul guvernului a rămas neschimbată. Între 1996 și 2000, în ciuda faptului că a făcut parte din majoritate, PD a încercat pe cât posibil să mențină o poziție de independență politică față de aliații săi de centru-dreapta, configurându-se în același timp ca un partid de opoziție la alegerile guvernului însuși. În ianuarie 1999 Roman a declarat că guvernul Vasile a avut la dispoziție trei luni pentru a accelera aplicarea programului, altfel USD se va retrage din guvern. Situația rămas similară și după înlocuirea lui Vasile cu Mugur Isărescu. Profitând de insuccesele guvernării, zona de centru-stânga a fost din ce în ce mai exploatată de PDSR-ul lui Ion Iliescu, care adoptase o retorică pro-occident.
Tot în anul 1999 a început și dezintegrarea USD. Pe parcursul acestui an, PSDR a denunțat rolul marginal pe care îl avea în coaliție, iar, pe 13 mai 1999, Sergiu Cunescu a publicat o scrisoare deschisă în care îl informa pe Roman despre retragerea PSDR din Uniune.